# کارلوس گارسس
کارلوس گارسس (اسپانیایی: Carlos Garces‎; ۲۵ دسامبر ۱۹۰۰ – ۲۱ سپتامبر ۱۹۸۰) بازیکن فوتبال، دونده سرعت و دندان‌پزشک اهل مکزیک بود.
از باشگاه‌هایی که در آن بازی کرده‌است می‌توان به باشگاه فوتبال آمریکا اشاره کرد.
وی همچنین در تیم‌های ملی فوتبال مکزیک و تیم المپیک مکزیک بازی کرده‌است.
وی در بازی‌های المپیک تابستانی ۱۹۲۴ در مسابقات دو ۲۰۰ متر و در بازی‌های المپیک تابستانی ۱۹۲۸ به‌عنوان عضو تیم ملی فوتبال مکزیک شرکت کرده‌است.